# کوت (شورای اتحادیه)
کوت (به انگلیسی: Kot) یک منطقهٔ مسکونی در پاکستان است که در خیبر پختونخوا واقع شده‌است.